# Lantana involucrata
Lantana involucrata là một loài thực vật có hoa trong họ Cỏ roi ngựa. Loài này được L. mô tả khoa học đầu tiên năm 1756.